# Koragaty
Koragaty (t. Kuragaty, Kuragata; kaz.: Қорағаты, Құрағаты; ros.: Курагаты, Курагата) – rzeka w południowym Kazachstanie, lewy dopływ rzeki Czu. Długość - 184 km, powierzchnia zlewni - 8760 km², średni przepływ (78 km od ujścia) - 2,36 m³/s.
Wypływa na północnych stokach centralnej części Gór Kirgiskich i płynie na północ, zbierając wiele dopływów z gór. Okrąża pustynię Mujun-kum, gdzie traci większość wody i uchodzi do Czu koło wsi Kenges. Wody używane do nawadniania.